# Contea di Pictou
La contea di Pictou è una contea della Nuova Scozia in Canada. Al 2006 contava una popolazione di 46 513 abitanti.